# Basic Instinct 2
Basic Instinct 2 is een Amerikaanse thriller uit 2006, geregisseerd door Michael Caton-Jones. Hoofdrolspeelster Sharon Stone keerde hierin terug als Catherine Tramell, veertien jaar na het verschijnen van het eerste deel.
Waar Basic Instinct genomineerd werd voor onder meer twee Academy Awards en twee Golden Globes, werd het vervolg met hoongelach onthaald. De film 'won' Razzie Awards voor slechtste film, slechtste vervolg, slechtste script en slechtste actrice (Stone). Daarbij werd ze genomineerd voor slechtste regisseur, slechtste mannelijke bijrol (David Thewlis) en slechtste filmkoppel.

## Verhaal
Schrijfster Catherine Tramell raakt met haar auto te water, maar kan daaruit ontsnappen, in tegenstelling tot de sporter die ze bij zich had. Uit onderzoek blijkt dat deze al dood was voor het ongeluk. Tramell is daarom opnieuw de hoofdverdachte in een moordzaak en psycholoog Michael Glass (David Morrissey) moet tijdens therapiesessies met haar achter de ware toedracht zien te komen. Tramell speelt tijdens hun tijd samen echter net zo hard psychologische spelletjes met Glass.

## Rolverdeling
- Sharon Stone - Catherine Tramell
- Neil Maskell - Rechercheur Ferguson
- David Thewlis - Roy Washburn
- David Morrissey - Michael Glass
- Hugh Dancy - Adam Towers
- Indira Varma - Denise Glass
- Charlotte Rampling - Milena Gardosh
- Heathcote Williams - Jakob Gerst
- Flora Montgomery - Michelle Broadwin